# Zurenhoek
Zurenhoek en omgeving is een aaneengesloten natuurgebied dat gelegen is ten zuidoosten van Bergen op Zoom. Het gebied omvat 285 ha en is eigendom van de Stichting Brabants Landschap.

## Onderdelen

### Boslust
Boslust is een landgoed van 54 ha, gelegen in het noordwestelijk deel van het gebied. Het bestaat uit oud dennenbos waaronder inheemse loofhoutsoorten als zomereik en ruwe berk zijn opgeslagen. Aan de Molenzichtweg bevindt zich een landhuis, vanwaar een systeem van lanen begint dat het bos indeelt. De ondergroei is rijk, met valse salie, blauwe bosbes, eikvaren en lelietje-van-dalen. Broedvogels zijn havik en wespendief.

### Zurenhoek
Zurenhoek is het centrale deel van het gebied. Het maakte vroeger deel uit van de Wouwse Plantage. Binnen dit gebied liggen de Borgvlietse Duinen, een stuifzandgebied. Vroeger was de gehele Zurenhoek een stuifzandvlakte, maar men heeft een groot deel beplant met naaldhout om het stuifzand vast te leggen. Er is nog steeds een heuvelig terrein met hoogteverschillen tot 8 meter aanwezig. Men is doende de oppervlakte aan actief stuifzand te vergroten.
De Amerikaanse vogelkers werd bestreden. Tot de paddenstoelenflora behoren cantharel en gekraagde aardster. De nachtzwaluw broedt op de bosbodem.

### Buitengebint
Het meest zuidelijke deel van het gebied is een jong bos van Corsicaanse den. Bij het beheer wordt ernaar gestreefd om een meer afwisselend bos te verkrijgen.

## Omgeving
Naar het oosten grenst het gebied aan de Wouwse plantage, in het westen ligt de Woensdrechtse Heide en het landgoed Mattemburgh, in het zuiden vindt men de Vliegbasis Woensdrecht en in het noordwesten de landgoederen Lievensberg en Zoomland.

## Recreatie
Het gebied is vrij toegankelijk, maar Boslust is niet toegankelijk. Er zijn wandelingen uitgezet  vanaf parkeerplaatsen aan de Huijbergsebaan respectievelijk de Zoomvlietweg.